# Ichneumon cruciator
Ichneumon cruciator là một loài tò vò trong họ Ichneumonidae.